# تارة داون هولاند
تارة داون هولاند (بالإنجليزية: Tara Dawn Holland)‏ هي عارضة وممثلة أمريكية، ولدت في 2 أكتوبر 1972 في أوفرلاند بارك في الولايات المتحدة.

## وصلات خارجية
- تارة داون هولاند على موقع IMDb (الإنجليزية)
- تارة داون هولاند على موقع كينوبويسك (الروسية)